# Quận Tarrant, Texas
Quận Tarrant (tiếng Anh: Tarrant County) là một quận trong tiểu bang Texas, Hoa Kỳ. Quận lỵ đóng ở thành phố Fort Worth.6. Theo kết quả điều tra dân số năm  2000 của Cục điều tra dân số Hoa Kỳ, quận có dân số 1,717 triệu người.
Fort Worth là thành phố lớn nhất quận Tarrant với dân số 653.320 người vào năm 2006,. Arlington là thành phố lớn thứ nhì với dân số 367.197 người năm 2006 còn North Richland Hills lớn thứ 3 với dân số  65.750 người năm 2006.

## Thông tin nhân khẩu
Theo điều tra dân 2 năm 2000, quận đã có dân số 1.446.219 người, 533.864 hộ gia đình, và 369.433 gia đình sống trong quận. Mật độ dân số là 1.675 người trên mỗi dặm vuông (647/km ²). Đã có 565.830 đơn vị nhà ở với mật độ trung bình là 655 dặm vuông (253/km ²). Cơ cấu chủng tộc của dân cư quận gồm 71,23% người da trắng, 12,80% da đen hay người Mỹ gốc Phi, 0,57% người Mỹ bản xứ, 3,64% người châu Á, 0,16% người đảo Thái Bình Dương, 9,09% từ các chủng tộc khác, và 2,51% từ hai hoặc nhiều chủng tộc. 19,73% dân số là người Hispanic hay Latino thuộc chủng tộc nào.
Đã có 533.864 hộ, trong đó 36,80% có trẻ em dưới 18 tuổi sống chung với họ, 52,60% là các cặp vợ chồng sống với nhau, 12,20% có chủ hộ là nữ không có mặt chồng, và 30,80% là không lập gia đình. 24,90% của tất cả các hộ gia đình đã được tạo thành từ các cá nhân và 5,90% có người sống một mình 65 tuổi trở lên đã được người. Bình quân mỗi hộ là 2,67 và cỡ gia đình trung bình là 3,22.
Trong quận, độ tuổi dân cư với 28,10% ở độ tuổi dưới 18, 10,00% 18-24, 33,50% 25-44, 20,10% 45-64, và 8,30% người 65 tuổi trở lên. Tuổi trung bình là 32 năm. Cứ mỗi 100 nữ có 98,10 nam giới. Cứ mỗi 100 nữ 18 tuổi trở lên, đã có 95,60 nam giới.
Thu nhập trung bình cho một hộ gia đình trong quận đã được 46.179 USD, và thu nhập trung bình cho một gia đình là $ 54.068. Nam giới có thu nhập trung bình $ 38.486 so với 28.672 $ cho phái nữ. Thu nhập trên đầu cho các quận được $ 22.548. Giới 8,00% gia đình và 10,60% dân số sống dưới mức nghèo khổ, trong đó có 13,80% những người dưới 18 tuổi và 8,70% có độ tuổi từ 65 trở lên.